# Componența istorică a Consiliului Local Satu Mare

## 2004-2008

### 2004-2007
În urma alegerilor locale din 2004:
|  | Partid                                 | Consilieri | Componența Consiliului | Componența Consiliului | Componența Consiliului | Componența Consiliului | Componența Consiliului | Componența Consiliului | Componența Consiliului | Componența Consiliului | Componența Consiliului | Componența Consiliului | Componența Consiliului | Componența Consiliului |
|  | -------------------------------------- | ---------- | ---------------------- | ---------------------- | ---------------------- | ---------------------- | ---------------------- | ---------------------- | ---------------------- | ---------------------- | ---------------------- | ---------------------- | ---------------------- | ---------------------- |
|  | Uniunea Democrată Maghiară din România | 12         |                        |                        |                        |                        |                        |                        |                        |                        |                        |                        |                        |                        |
|  | Alianța Dreptate și Adevăr             | 6          |                        |                        |                        |                        |                        |                        |                        |                        |                        |                        |                        |                        |
|  | Partidul Social Democrat               | 5          |                        |                        |                        |                        |                        |                        |                        |                        |                        |                        |                        |                        |

Primar: Iuliu Ilyés (UDMR)

### 2007-2008
În urma excluderii Partidului Democrat din Guvernul Tăriceanu:
|  | Partid                                 | Consilieri | Componența Consiliului | Componența Consiliului | Componența Consiliului | Componența Consiliului | Componența Consiliului | Componența Consiliului | Componența Consiliului | Componența Consiliului | Componența Consiliului | Componența Consiliului | Componența Consiliului | Componența Consiliului |
|  | -------------------------------------- | ---------- | ---------------------- | ---------------------- | ---------------------- | ---------------------- | ---------------------- | ---------------------- | ---------------------- | ---------------------- | ---------------------- | ---------------------- | ---------------------- | ---------------------- |
|  | Uniunea Democrată Maghiară din România | 12         |                        |                        |                        |                        |                        |                        |                        |                        |                        |                        |                        |                        |
|  | Partidul Național Liberal              | 6          |                        |                        |                        |                        |                        |                        |                        |                        |                        |                        |                        |                        |
|  | Partidul Social Democrat               | 5          |                        |                        |                        |                        |                        |                        |                        |                        |                        |                        |                        |                        |

Primar: Iuliu Ilyés (UDMR)

## 2008-2012
În urma alegerilor locale din 2008:
|  | Partid                                 | Consilieri | Componența Consiliului | Componența Consiliului | Componența Consiliului | Componența Consiliului | Componența Consiliului | Componența Consiliului | Componența Consiliului | Componența Consiliului | Componența Consiliului | Componența Consiliului | Componența Consiliului |
|  | -------------------------------------- | ---------- | ---------------------- | ---------------------- | ---------------------- | ---------------------- | ---------------------- | ---------------------- | ---------------------- | ---------------------- | ---------------------- | ---------------------- | ---------------------- |
|  | Uniunea Democrată Maghiară din România | 11         |                        |                        |                        |                        |                        |                        |                        |                        |                        |                        |                        |
|  | Partidul Social Democrat               | 5          |                        |                        |                        |                        |                        |                        |                        |                        |                        |                        |                        |
|  | Partidul Democrat Liberal              | 4          |                        |                        |                        |                        |                        |                        |                        |                        |                        |                        |                        |
|  | Partidul Național Liberal              | 3          |                        |                        |                        |                        |                        |                        |                        |                        |                        |                        |                        |

Primar: Iuliu Ilyés (UDMR)

## 2012-2016

### 2012-2014
În urma alegerilor locale din 2012, până în luna februarie a anului 2014:
|  | Partid                                 | Consilieri | Componența Consiliului | Componența Consiliului | Componența Consiliului | Componența Consiliului | Componența Consiliului | Componența Consiliului | Componența Consiliului | Componența Consiliului | Componența Consiliului | Componența Consiliului | Componența Consiliului | Componența Consiliului |
|  | -------------------------------------- | ---------- | ---------------------- | ---------------------- | ---------------------- | ---------------------- | ---------------------- | ---------------------- | ---------------------- | ---------------------- | ---------------------- | ---------------------- | ---------------------- | ---------------------- |
|  | Uniunea Social-Liberală                | 12         |                        |                        |                        |                        |                        |                        |                        |                        |                        |                        |                        |                        |
|  | Uniunea Democrată Maghiară din România | 9          |                        |                        |                        |                        |                        |                        |                        |                        |                        |                        |                        |                        |
|  | Partidul Democrat Liberal              | 2          |                        |                        |                        |                        |                        |                        |                        |                        |                        |                        |                        |                        |

Primar: Coica Costel Dorel (USL)

### 2014 (februarie-iunie)
În urma dizolvării alianței USL, după 24 februarie 2014:
|  | Partid                                 | Consilieri | Componența Consiliului | Componența Consiliului | Componența Consiliului | Componența Consiliului | Componența Consiliului | Componența Consiliului | Componența Consiliului | Componența Consiliului | Componența Consiliului |
|  | -------------------------------------- | ---------- | ---------------------- | ---------------------- | ---------------------- | ---------------------- | ---------------------- | ---------------------- | ---------------------- | ---------------------- | ---------------------- |
|  | Uniunea Democrată Maghiară din România | 9          |                        |                        |                        |                        |                        |                        |                        |                        |                        |
|  | Partidul Social Democrat               | 7          |                        |                        |                        |                        |                        |                        |                        |                        |                        |
|  | Partidul Național Liberal              | 5          |                        |                        |                        |                        |                        |                        |                        |                        |                        |
|  | Partidul Democrat Liberal              | 2          |                        |                        |                        |                        |                        |                        |                        |                        |                        |

Primar: Costel Dorel Coica (PSD)

### 2014 (iulie-noiembrie)
În urma înființări Partidului Liberal Reformator și trecerii de la PNL la PLR a 3 consilieri locali, după 3 iulie 2014:
|  | Partid                                 | Consilieri | Componența Consiliului | Componența Consiliului | Componența Consiliului | Componența Consiliului | Componența Consiliului | Componența Consiliului | Componența Consiliului | Componența Consiliului | Componența Consiliului |
|  | -------------------------------------- | ---------- | ---------------------- | ---------------------- | ---------------------- | ---------------------- | ---------------------- | ---------------------- | ---------------------- | ---------------------- | ---------------------- |
|  | Uniunea Democrată Maghiară din România | 9          |                        |                        |                        |                        |                        |                        |                        |                        |                        |
|  | Partidul Social Democrat               | 7          |                        |                        |                        |                        |                        |                        |                        |                        |                        |
|  | Partidul Liberal Reformator            | 3          |                        |                        |                        |                        |                        |                        |                        |                        |                        |
|  | Partidul Național Liberal              | 2          |                        |                        |                        |                        |                        |                        |                        |                        |                        |
|  | Partidul Democrat Liberal              | 2          |                        |                        |                        |                        |                        |                        |                        |                        |                        |

Primar: Costel Dorel Coica (PSD)

### 2014-2015
În urma fuziunii Partidului Național Liberal cu Partidul Democrat Liberal, începând cu luna noiembrie a anului 2014:
|  | Partid                                 | Consilieri | Componența Consiliului | Componența Consiliului | Componența Consiliului | Componența Consiliului | Componența Consiliului | Componența Consiliului | Componența Consiliului | Componența Consiliului | Componența Consiliului |
|  | -------------------------------------- | ---------- | ---------------------- | ---------------------- | ---------------------- | ---------------------- | ---------------------- | ---------------------- | ---------------------- | ---------------------- | ---------------------- |
|  | Uniunea Democrată Maghiară din România | 9          |                        |                        |                        |                        |                        |                        |                        |                        |                        |
|  | Partidul Social Democrat               | 7          |                        |                        |                        |                        |                        |                        |                        |                        |                        |
|  | Partidul Național Liberal              | 4          |                        |                        |                        |                        |                        |                        |                        |                        |                        |
|  | Partidul Liberal Reformator            | 3          |                        |                        |                        |                        |                        |                        |                        |                        |                        |

Primar: Costel Dorel Coica (PSD)

### 2015 - 2016
În urma înființării Partidului Alianța Liberalilor și Democraților prin fuziunea Partidului Liberal Reformator cu Partidul Conservator, între 19 iunie 2015 și 5 iunie 2016:
|  | Partid                                       | Consilieri | Componența Consiliului | Componența Consiliului | Componența Consiliului | Componența Consiliului | Componența Consiliului | Componența Consiliului | Componența Consiliului | Componența Consiliului | Componența Consiliului |
|  | -------------------------------------------- | ---------- | ---------------------- | ---------------------- | ---------------------- | ---------------------- | ---------------------- | ---------------------- | ---------------------- | ---------------------- | ---------------------- |
|  | Uniunea Democrată Maghiară din România       | 9          |                        |                        |                        |                        |                        |                        |                        |                        |                        |
|  | Partidul Social Democrat                     | 7          |                        |                        |                        |                        |                        |                        |                        |                        |                        |
|  | Partidul Național Liberal                    | 4          |                        |                        |                        |                        |                        |                        |                        |                        |                        |
|  | Partidul Alianța Liberalilor și Democraților | 3          |                        |                        |                        |                        |                        |                        |                        |                        |                        |

Primar: Costel Dorel Coica (PSD)

## 2016-2020
În urma alegerilor locale din 2016:
|  | Partid                                       | Consilieri | Componența Consiliului | Componența Consiliului | Componența Consiliului | Componența Consiliului | Componența Consiliului | Componența Consiliului | Componența Consiliului | Componența Consiliului | Componența Consiliului | Componența Consiliului |
|  | -------------------------------------------- | ---------- | ---------------------- | ---------------------- | ---------------------- | ---------------------- | ---------------------- | ---------------------- | ---------------------- | ---------------------- | ---------------------- | ---------------------- |
|  | Uniunea Democrată Maghiară din România       | 10         |                        |                        |                        |                        |                        |                        |                        |                        |                        |                        |
|  | Partidul Social Democrat                     | 7          |                        |                        |                        |                        |                        |                        |                        |                        |                        |                        |
|  | Partidul Național Liberal                    | 3          |                        |                        |                        |                        |                        |                        |                        |                        |                        |                        |
|  | Partidul Alianța Liberalilor și Democraților | 3          |                        |                        |                        |                        |                        |                        |                        |                        |                        |                        |

Primar: Gábor Kereskényi (UDMR)

## 2020-2024
În urma alegerilor locale din 2020:
|  | Partid                                 | Consilieri | Componența Consiliului | Componența Consiliului | Componența Consiliului | Componența Consiliului | Componența Consiliului | Componența Consiliului | Componența Consiliului | Componența Consiliului | Componența Consiliului | Componența Consiliului | Componența Consiliului | Componența Consiliului |
|  | -------------------------------------- | ---------- | ---------------------- | ---------------------- | ---------------------- | ---------------------- | ---------------------- | ---------------------- | ---------------------- | ---------------------- | ---------------------- | ---------------------- | ---------------------- | ---------------------- |
|  | Uniunea Democrată Maghiară din România | 12         |                        |                        |                        |                        |                        |                        |                        |                        |                        |                        |                        |                        |
|  | Uniunea Salvați România                | 4          |                        |                        |                        |                        |                        |                        |                        |                        |                        |                        |                        |                        |
|  | Partidul Național Liberal              | 4          |                        |                        |                        |                        |                        |                        |                        |                        |                        |                        |                        |                        |
|  | Partidul Social Democrat               | 3          |                        |                        |                        |                        |                        |                        |                        |                        |                        |                        |                        |                        |

Primar: Gábor Kereskényi (UDMR)

## 2024-2028
În urma alegerilor locale din 2024:
|  | Partid                                 | Consilieri | Componența Consiliului | Componența Consiliului | Componența Consiliului | Componența Consiliului | Componența Consiliului | Componența Consiliului | Componența Consiliului | Componența Consiliului | Componența Consiliului | Componența Consiliului | Componența Consiliului | Componența Consiliului | Componența Consiliului |
|  | -------------------------------------- | ---------- | ---------------------- | ---------------------- | ---------------------- | ---------------------- | ---------------------- | ---------------------- | ---------------------- | ---------------------- | ---------------------- | ---------------------- | ---------------------- | ---------------------- | ---------------------- |
|  | Uniunea Democrată Maghiară din România | 13         |                        |                        |                        |                        |                        |                        |                        |                        |                        |                        |                        |                        |                        |
|  | Partidul Social Democrat               | 4          |                        |                        |                        |                        |                        |                        |                        |                        |                        |                        |                        |                        |                        |
|  | Partidul Național Liberal              | 3          |                        |                        |                        |                        |                        |                        |                        |                        |                        |                        |                        |                        |                        |
|  | Alianța Dreapta Unită USR-PMP          | 2          |                        |                        |                        |                        |                        |                        |                        |                        |                        |                        |                        |                        |                        |
|  | Alianța pentru Unirea Românilor        | 1          |                        |                        |                        |                        |                        |                        |                        |                        |                        |                        |                        |                        |                        |

Primar: Gábor Kereskényi (UDMR)